# Kostel Orsanmichele
Kostel Orsanmichele stojí ve Florencii na Via dei Calzaiuoli, pěší zóně, která spojuje Piazza della Signoria s Piazza del Duomo.

## Historie
Původně stával na tomto místě románský kostel sv. Michala v zahradě - S.Michele in Orto. Po jeho zániku zde vystavěl v letech 1284–1291 Arnolfo di Cambio špýchar, který byl již roku 1302 zničen požárem. Roku 1337 přinutila florentská signorie cechy k nové výstavbě. Tak vznikla současná čtvercová gotická budova, opět s dispozicí třípatrové věže, s horními patry pro uskladnění obilí a s podloubím pro trh s obilím. Zázračný obraz Madonna delle Grazie, který pro kostel roku 1347 namaloval Bernardo Daddi, stále přitahoval množství poutníků. Proto byl roku 1361 trh s obilím zrušen a budova postupně adaptována na kostel, který získal zkomolením názvu původního svatostánku pojmenování Orsanmichele. Horní patra dále sloužila jako sýpka, obilí zde bylo ukládáno až do poloviny 16. století, kdy sem Cosimo I. Medicejský přesunul svůj archiv. Kostel byl stále užíván a byl až do 19. století sídlem mariánského arcibratrstva. V letech 1834–1839 došlo k prvnímu restaurování plastik ve výklencích. Zásadní restaurování začalo v roce 1960 a skončilo roku 1984, kdy všechny originály soch byly nahrazeny kopiemi.
Dnes kostel slouží jako výstavní prostor.

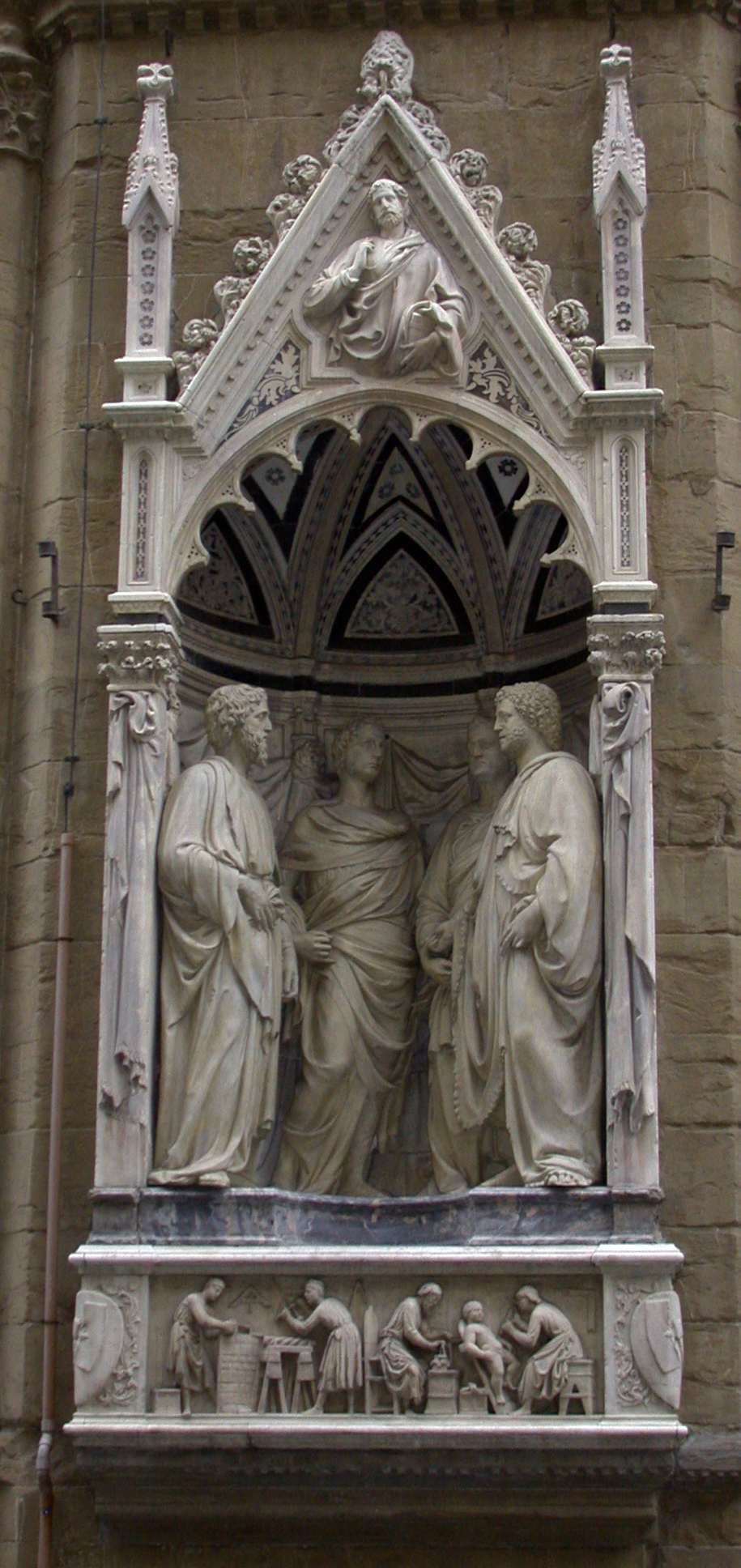
Nani di Banco: Čtyři mučedníci

## Sochařská výzdoba fasády
Do 14 nik ve zdech kostela je umístěno 14 soch patronů florentských cechů umění a řemesel. Od vchodu doprava to jsou:
- Sv. biskup Eligius, patron cechu zlatníků a podkovářů, od Nanni di Banca (1415).
- Sv. Marek, patron cechu pláteníků, od Donatella (1411–1414); mramor, výška 236 cm.
- Svatý Jakub Větší, od Niccolo di Pietro Lambertiho (1422).
- Madonna della Rosa (trůnící Panna Marie s růží) od Giovanni di Pietro Tadesco (1399)
- Svatý Jan Evangelista, patron cechu tkalců, od Baccio da Montelupo (1515).
- Svatý Jan Křtitel od Lorenza Ghibertiho (1414); bronz, výška 255 cm, odlita na zakázku Arte della Lana, patron cechu zpracovatelů vlny.
- Ježíš a nevěřící sv. Tomáš od Adrey del Verrocchio (1467–1483); bronz, výška 230 cm, patron cechu obchodníků.
- Svatý Lukáš, patron cechu malířů, od Giambologni (1600).
- Svatý Petr od Donatella/F. Brunelleschiho (1420).
- Svatý Filip od Nanni di Banca (1415).
- Svatý Jiří od Donatella (1415); kopie, originál je umístěn v Bargellu.
- Svatý Matouš od Lorenza Ghibertiho (1419–1422): bronz, výška 236 cm.
- Svatý Štěpán, patron cechu kameníků, od Lorenza Ghibertiho (1425–1429).
- Nanni di Banco: Čtyři svatí korunovaní mučedníci "Quatro sancti coronati" (1410–1415); mramor, výška 184 cm; sousoší patronů cechu kameníků a řezbářů. Byli to Sympforiano, Claudio, Nicosrato a Castorio, umučení v letech 304-306 v Římě za vlády císaře Diokleciána.

Kruhové reliéfy (tonda) z glazovaných keramických dlaždic znázorňují znamení cechů a města Florencie, autoři della Robbia

## Galerie

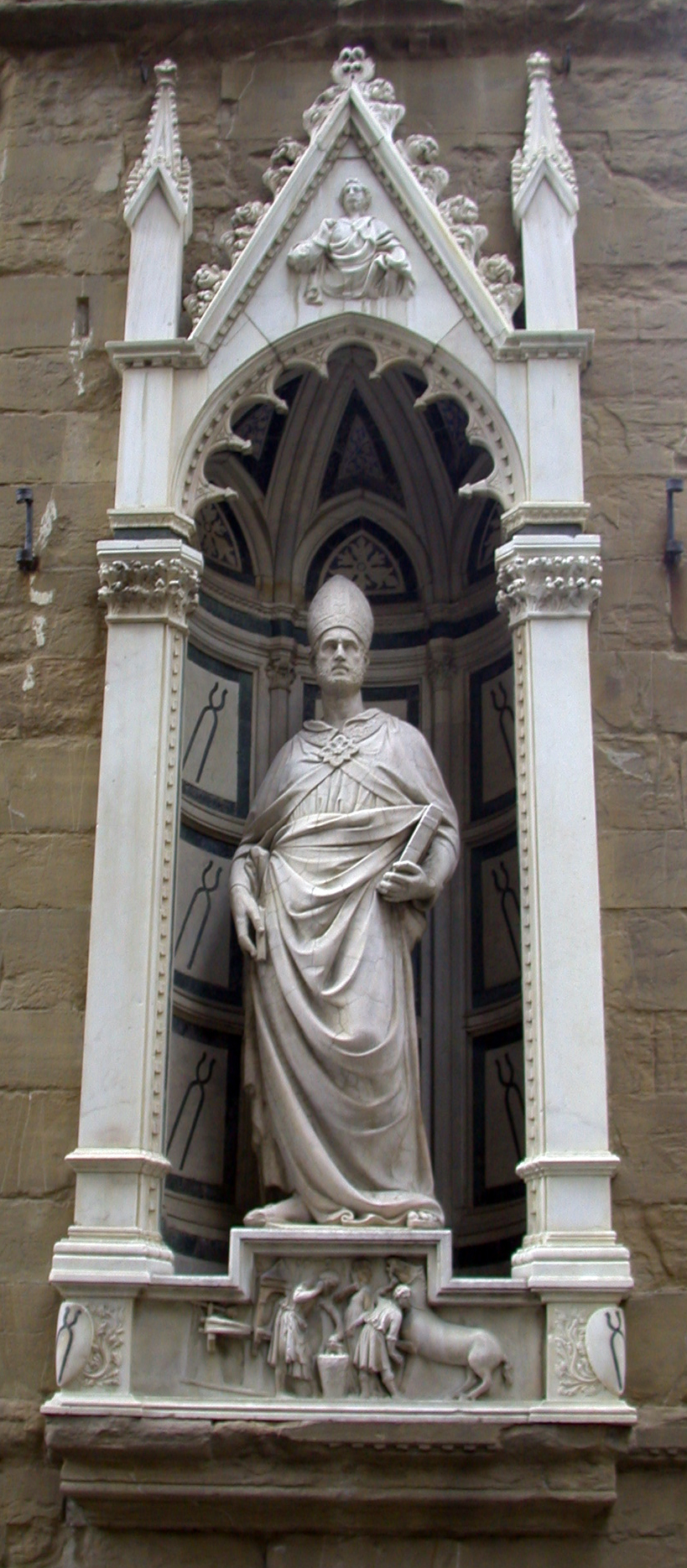
Sv. Eligius
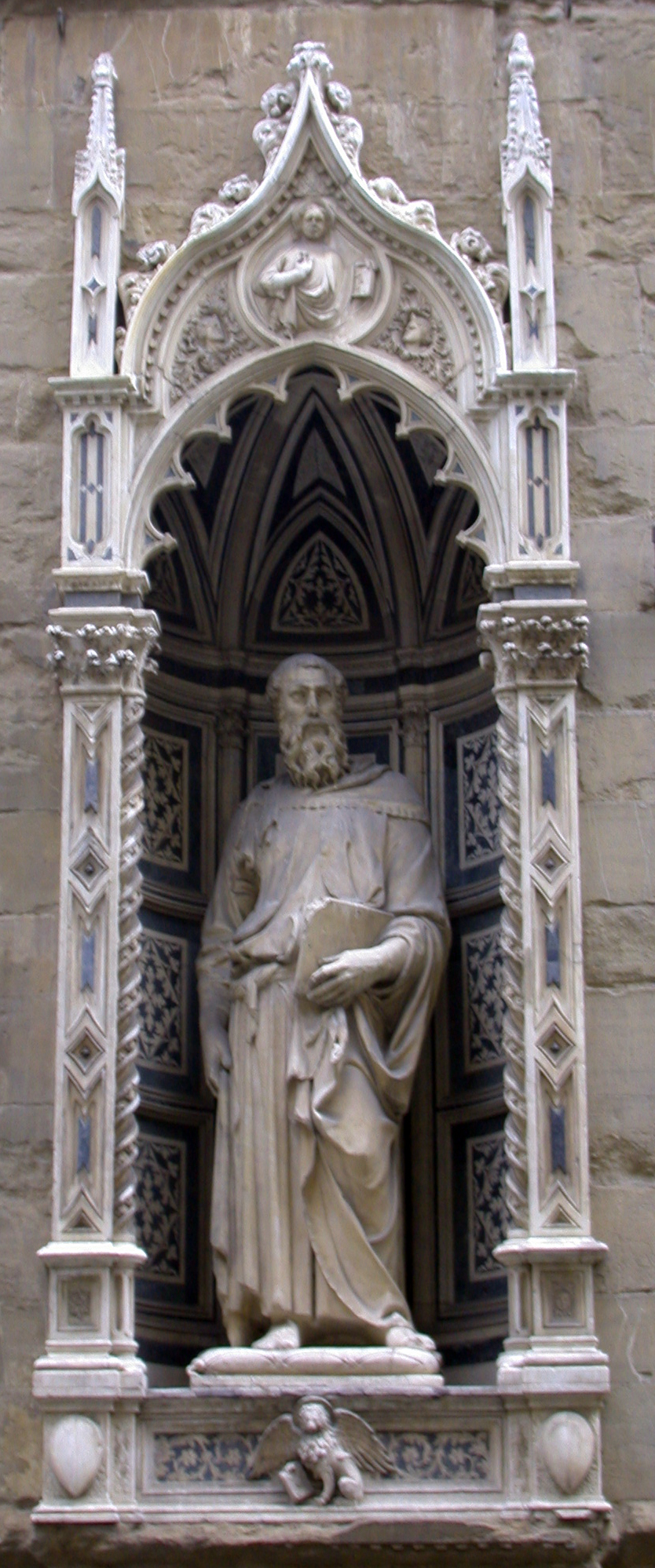
Sv. Marek
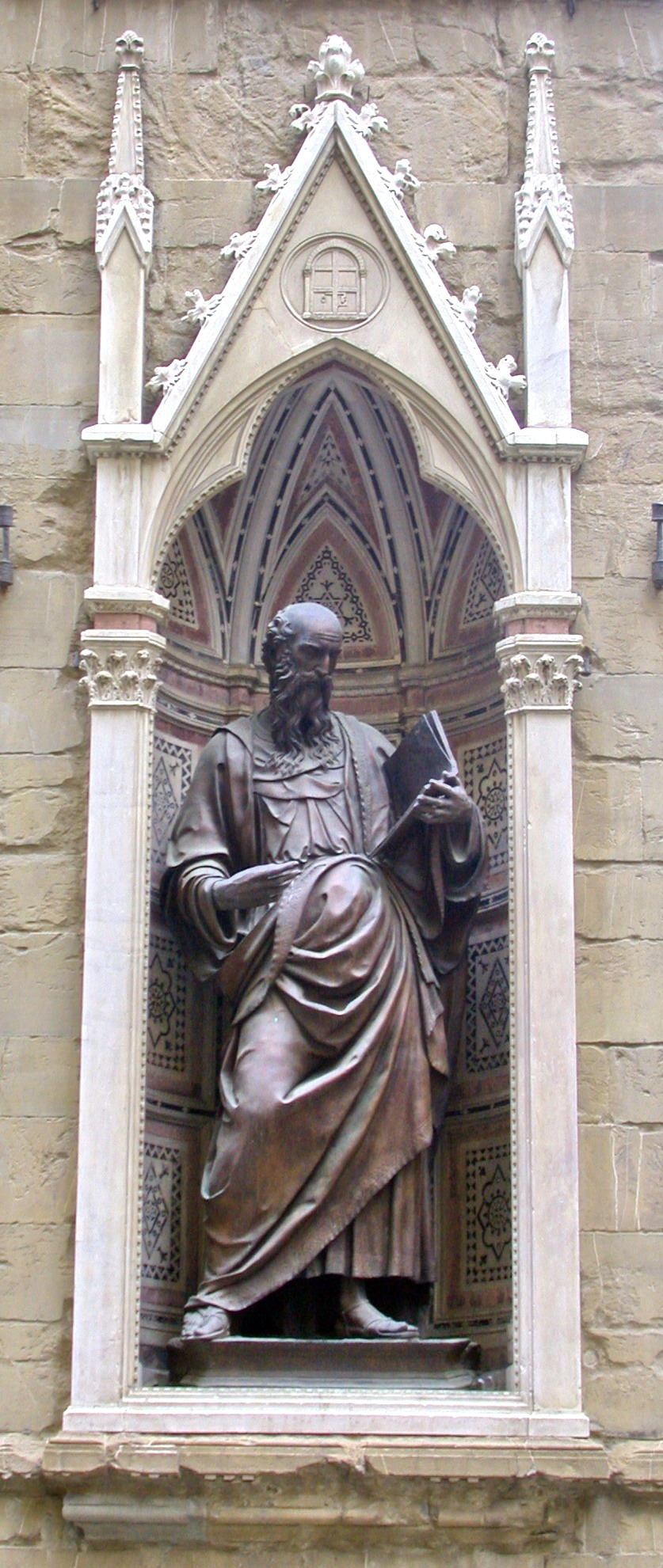
sv. Jan Evangelista
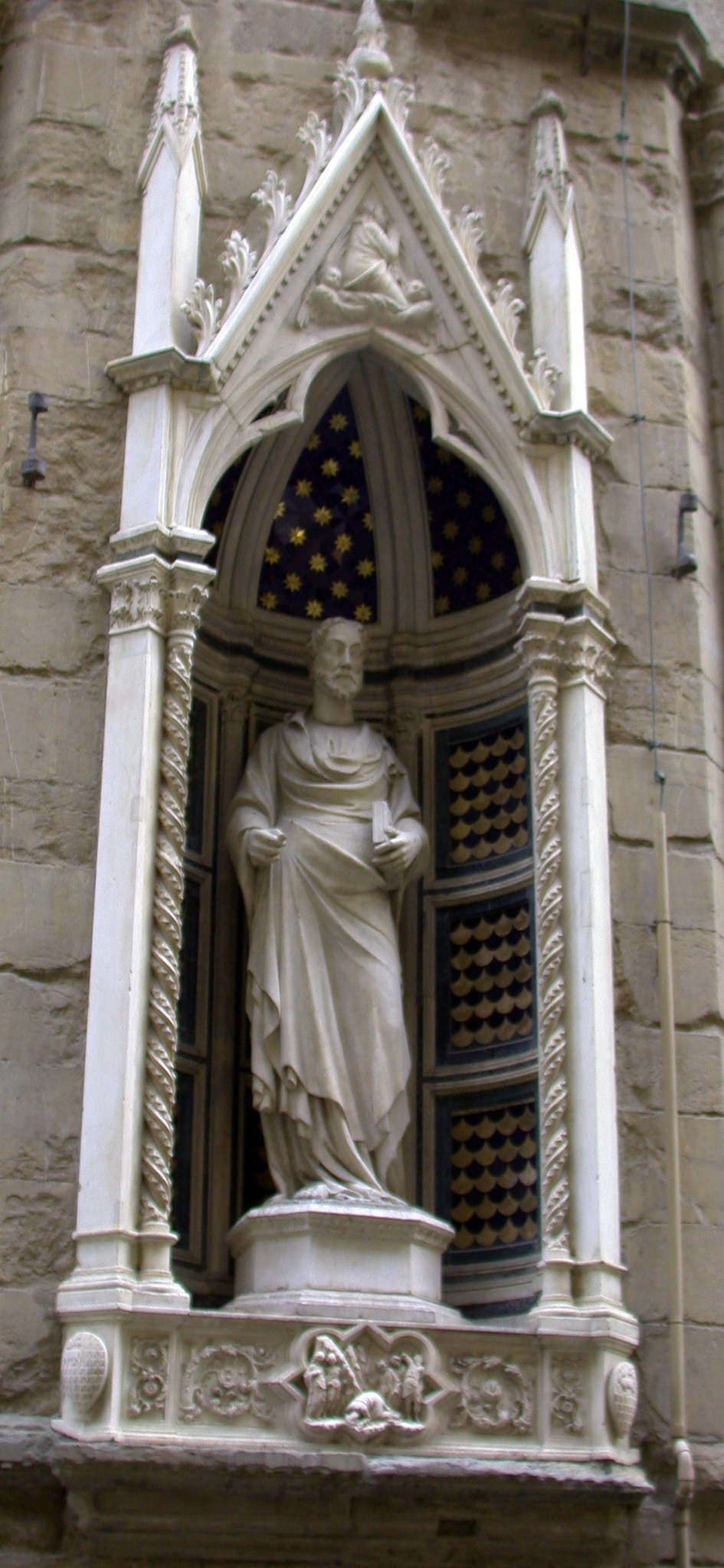
Sv. Jakub Větší
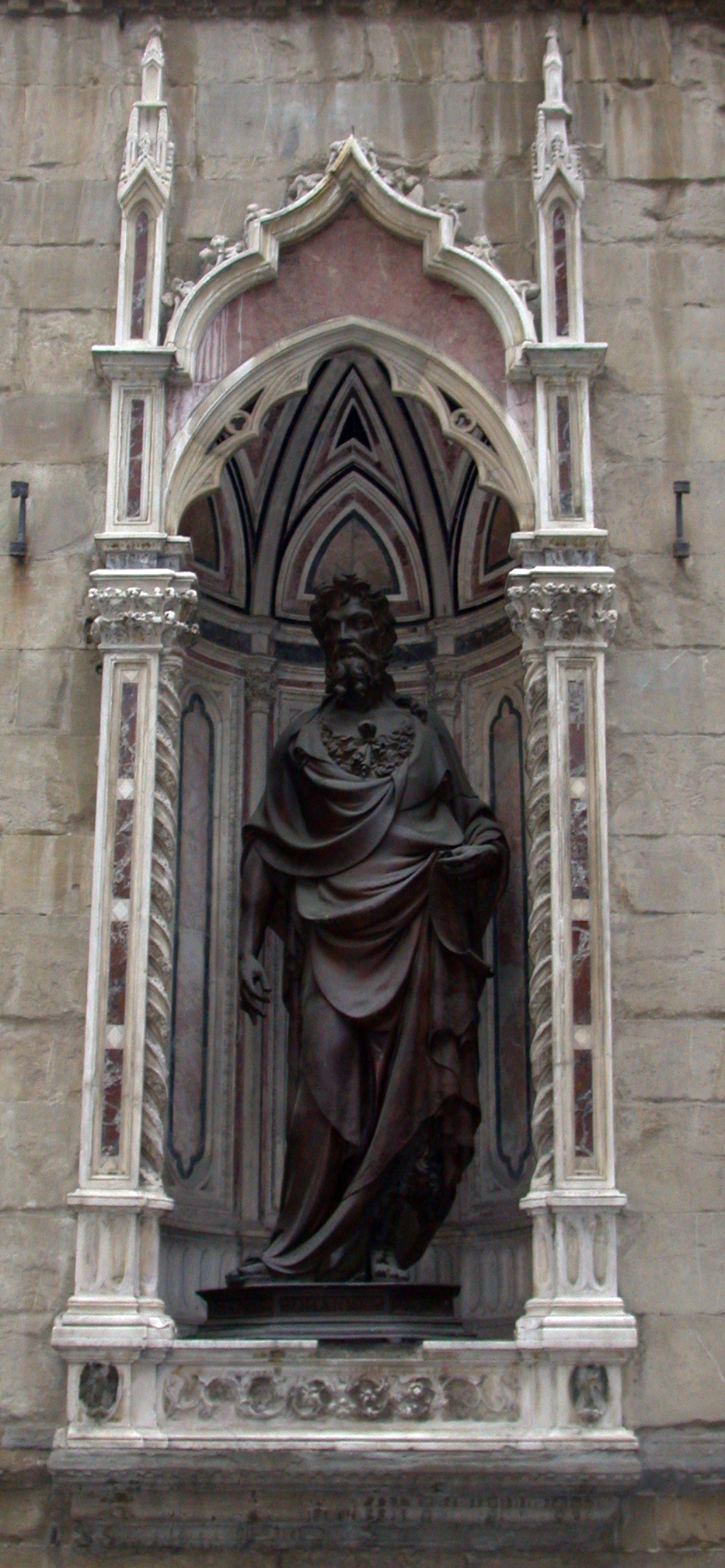
sv. Jan Křtitel
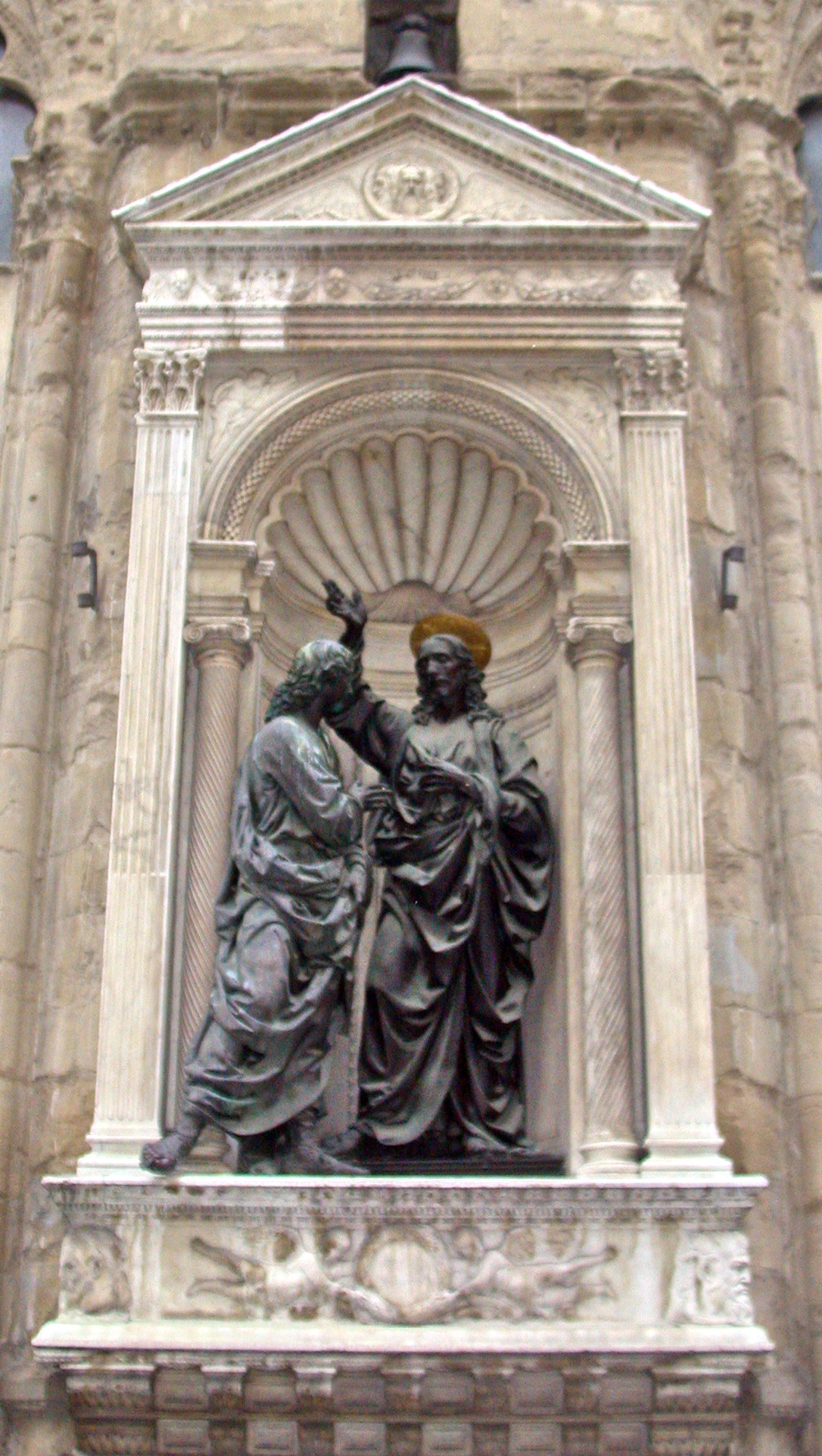
Kristus a sv. Tomáš
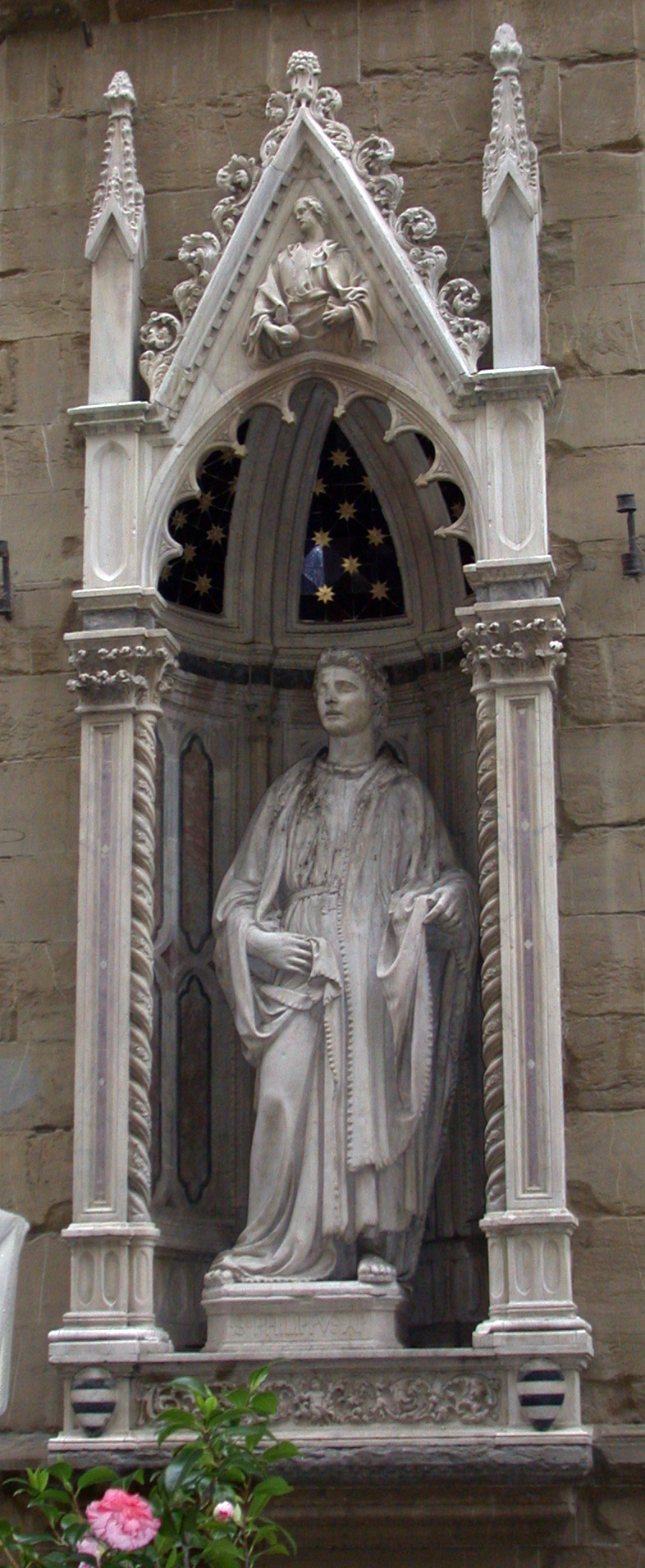
Sv. Filip
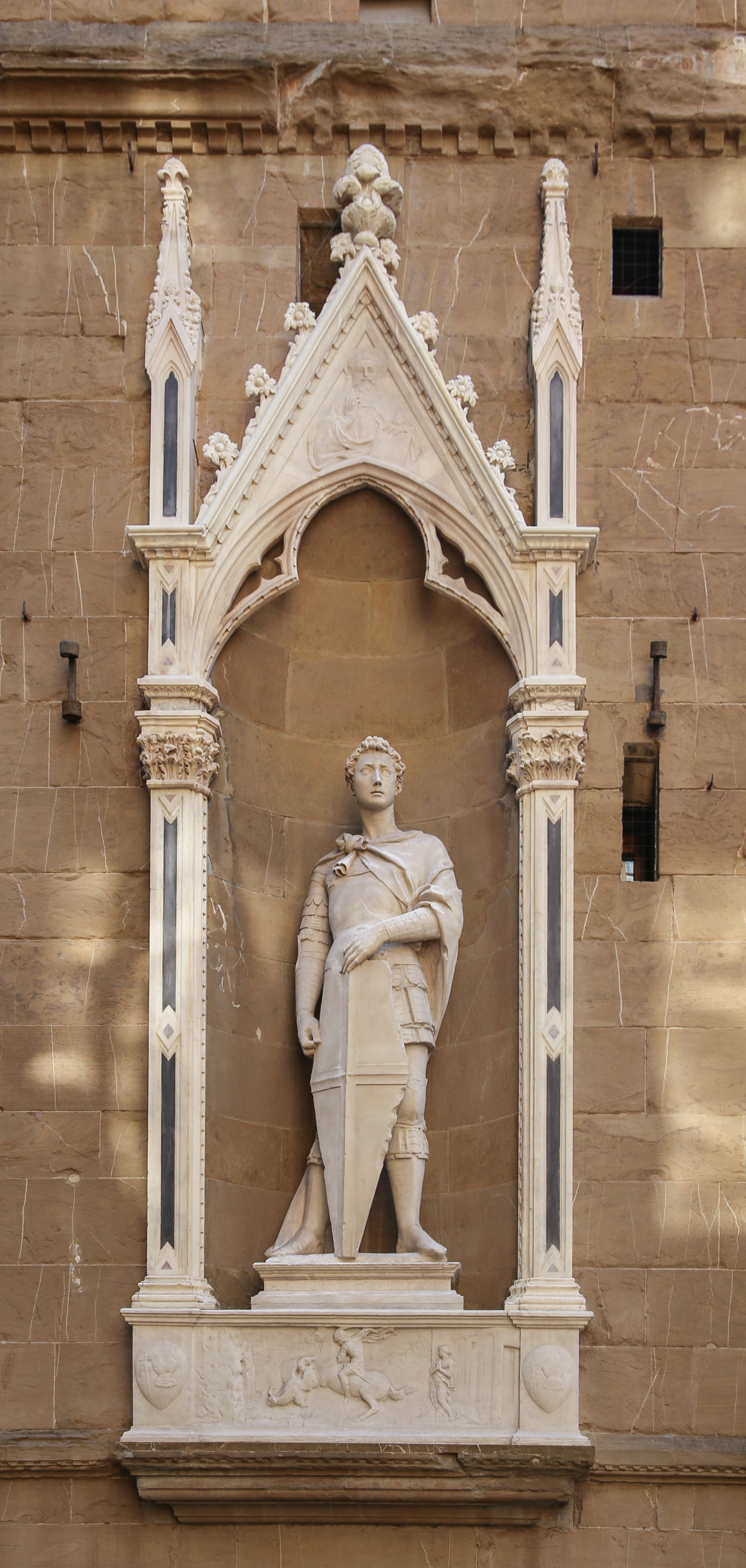
Donatello: Sv. Jiří
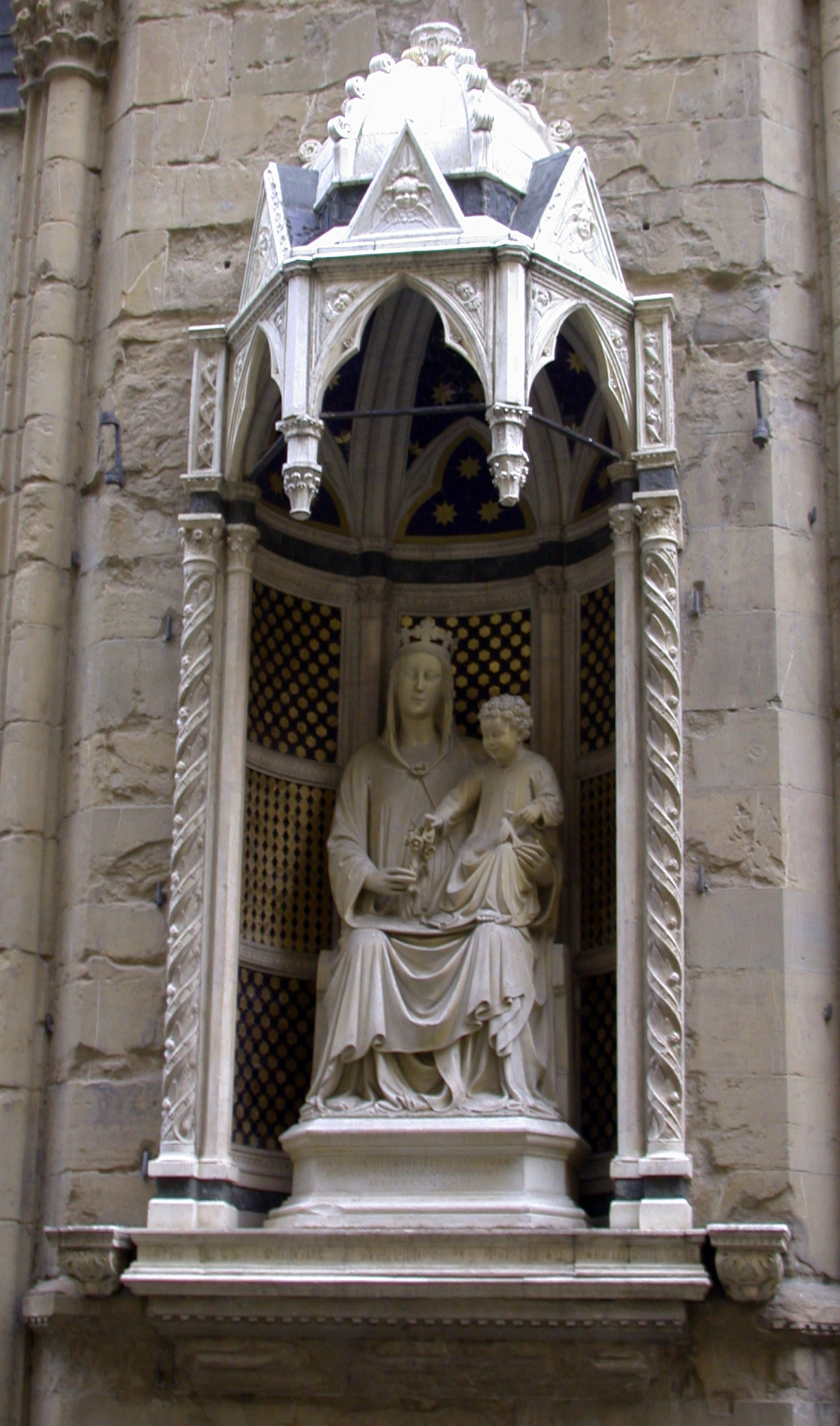
Madonna della Rosa
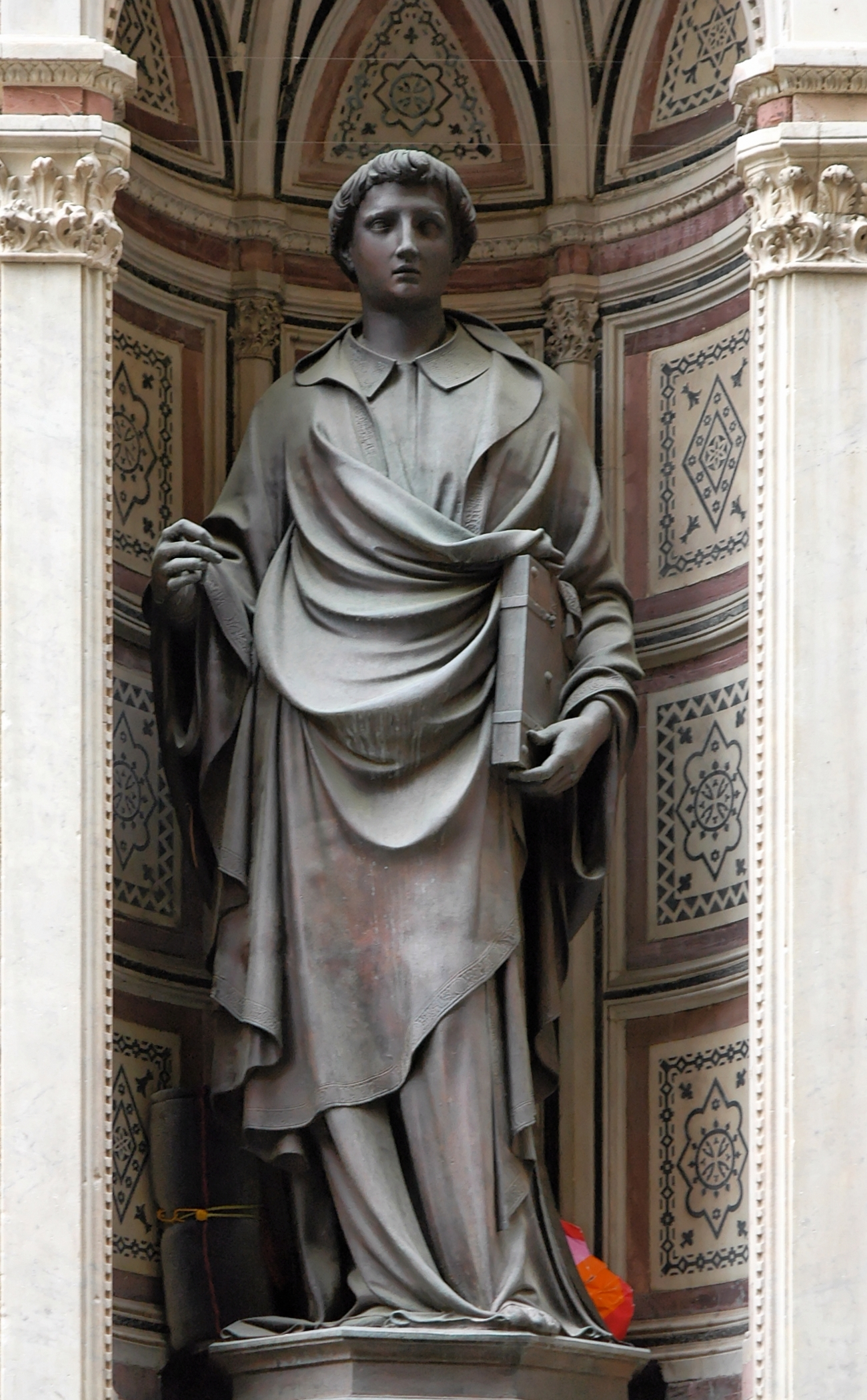
Ghiberti: Sv. Štěpán
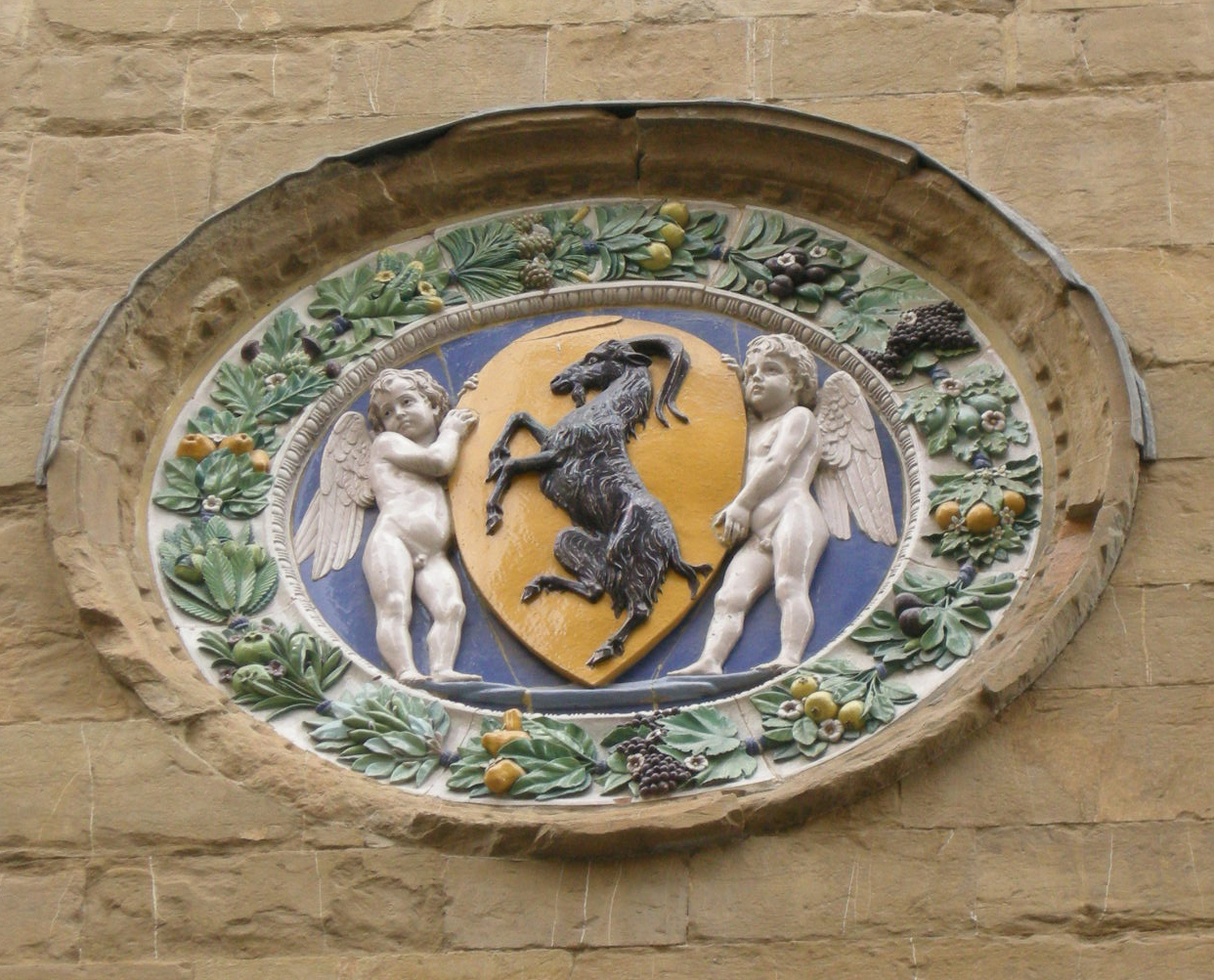
Tondo cechu řezníků
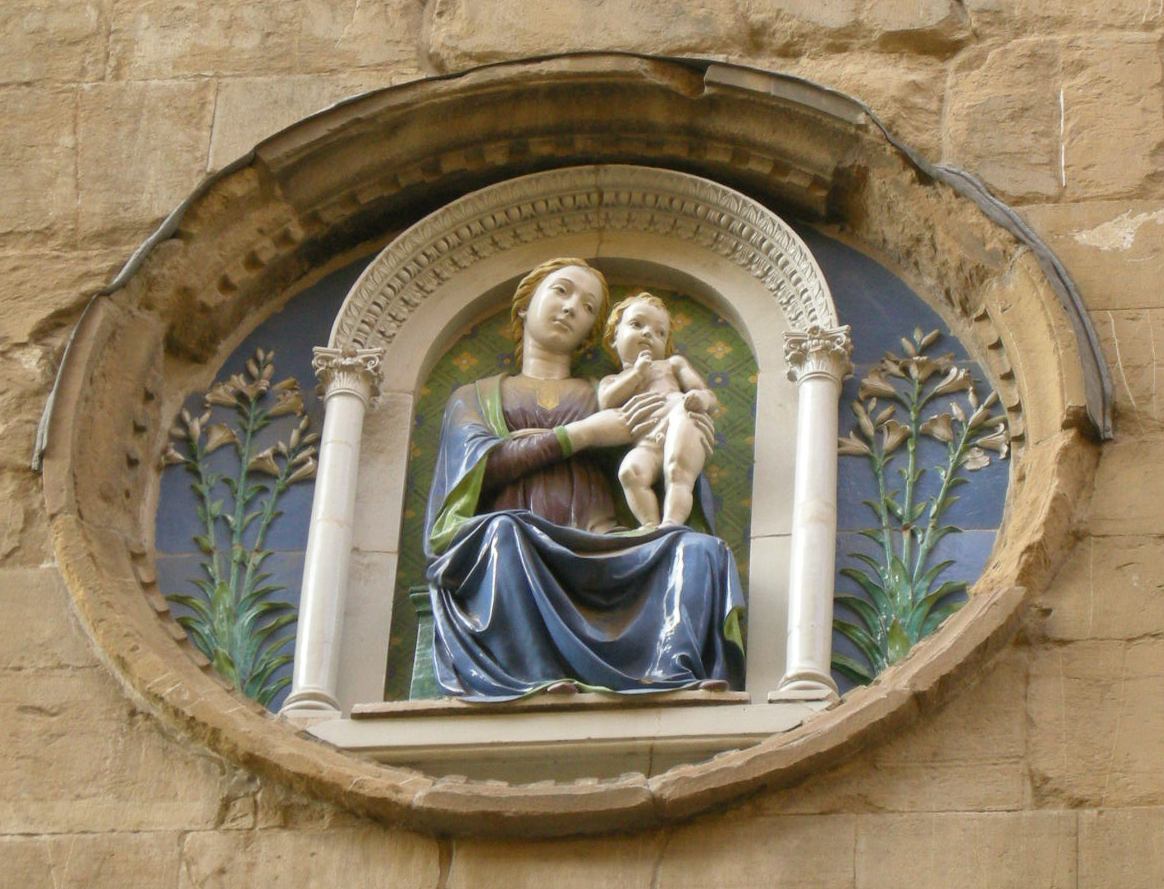
Tondo cechu lékařů
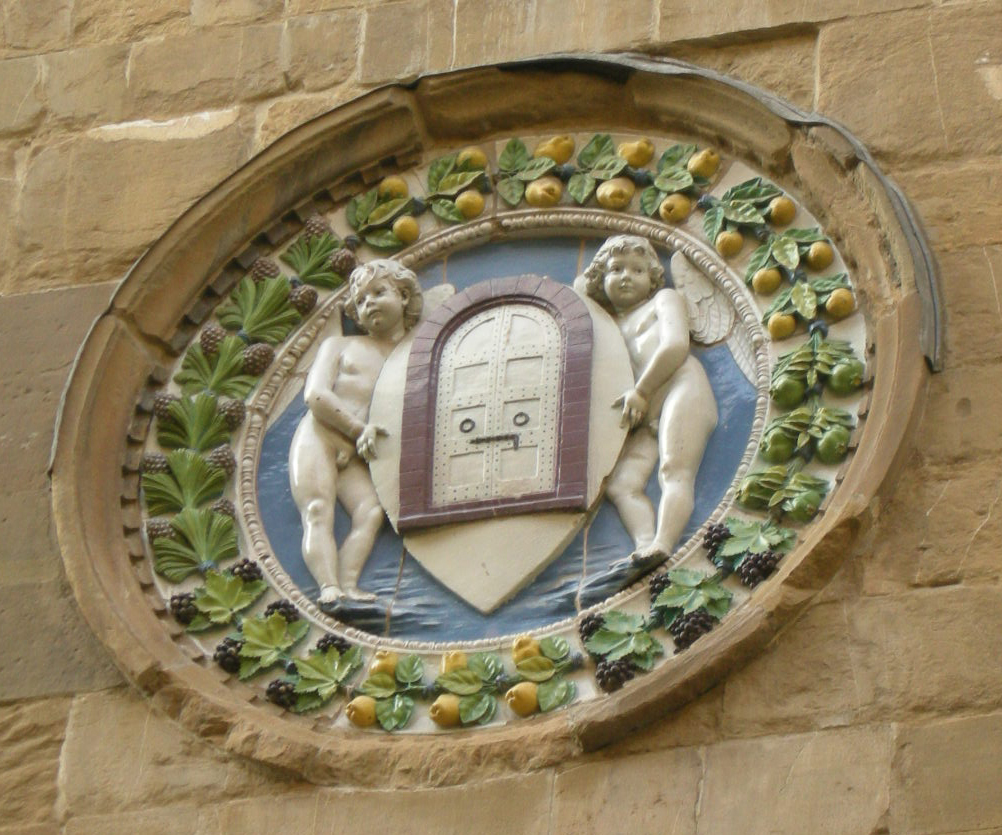
Tondo cechu hedvábníků
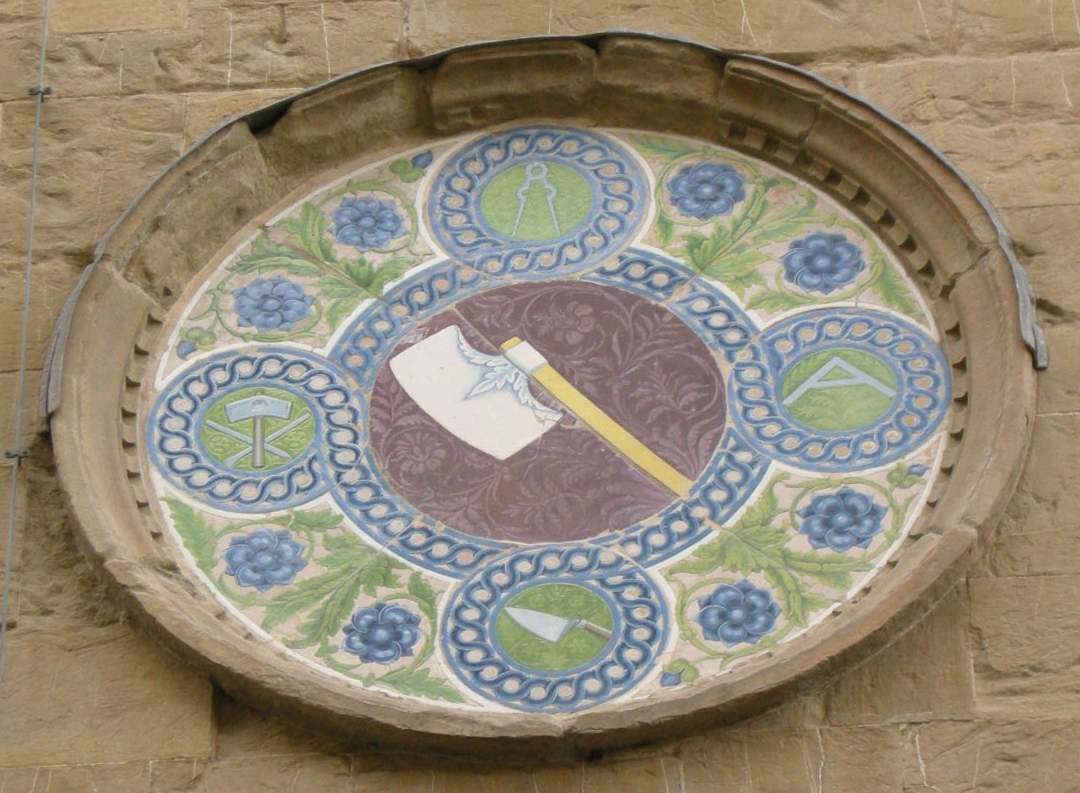
Tondo cechu architektů a stavitelů

## Interiér
Kostel je dvojlodní hala. Na sloupech a klenbách jsou fresky z počátku 15. století. Vitráže v oknech zobrazují scény ze života Panny Marie. V pravé lodi je umístěn mramorový tabernákl z roku 1359 od Andrey Orcagny, který rámuje obraz Bernarda Daddiho Madonna s dítětem z roku 1347. V levé lodi se nachází oltář Svaté Anny, mramorové sousoší od Francesca da Sangalla z roku 1526.